# Affaire Philippe Moulin
 (mai 2025).
Pour les articles homonymes, voir Moulin (homonymie).
L’affaire Philippe Moulin (2021-2023) est une affaire judiciaire d'agressions sexuelles et de viols pédocriminels commis contre quinze adolescents majoritairement autistes par Philippe Moulin, un médecin autoproclamé « pubertologue ».
Placé en détention provisoire en 2021, Philippe Moulin devrait être jugé courant 2025.

## Chronologie des faits
Le docteur Philippe Moulin est né en 1971 ; il est fils unique, originaire de Vierzon dans le Cher. Jusqu'en 2017, il exerce en gériatrie, puis il se réoriente vers l'andrologie. Il intervient dès lors en tant que médecin dans diverses institutions médico-sociales du département français de l'Hérault, notamment à Béziers, Lamalou-les-Bains et Montpellier. Il se déclare lui-même « pubertologue », une spécialité médicale qui n'existe pas. En 2020, son comportement est signalé à l'ordre des médecins de l'Hérault après des plaintes de familles de trois adolescents dont il a mesuré la verge et palpé les testicules. Ces plaintes sont classées sans suite par le parquet de Béziers, mais son employeur réagit en limitant le cadre de ses interventions. Il est ciblé par de nouvelles plaintes quelques semaines plus tard, après une intervention au domicile d'un adolescent autiste de douze ans qu'il a masturbé, en prétextant un besoin subséquent d'analyser son sperme. Les plaintes s'accumulent et portent sur des faits similaires, avec photographies du sexe d'adolescents nus au prétexte d'une publication scientifique future et au moins un toucher rectal injustifié, le docteur Philippe Moulin proposant des sommes de 100 à 300 € en échange de photos d'adolescents nus. Sur quelques mois, il voit l'une de ses victimes une trentaine de fois.
L'instruction de l'affaire dure trois ans, au terme desquels quinze victimes sont identifiées ; tous sont des adolescents, âgés de neuf à dix-sept ans au moment des faits. Treize de ces victimes sont autistes, les faits ont été commis entre 2018 et 2021.

### Détention provisoire
En octobre 2021, soit quinze jours après son incarcération, il soutient que ses « gestes » relèveraient d'une pratique médicale. Il demande alors sa libération sous contrôle judiciaire, mais elle lui est refusée.
Il demande une libération conditionnelle en 2024.

## Traitement judiciaire
Philippe Moulin est accusé de « viol sur mineur de quinze ans par personne abusant de son autorité » sur deux de ses victimes, et d'« atteintes sexuelles aggravées » sur les treize autres victimes.
Il risque jusqu'à vingt ans de réclusion criminelle,.
Son expertise psychiatrique conclut à une perversion sexuelle et à des actes sexuels déguisés en actes médicaux.